# David Lekuta Rudisha
David Lekuta Rudisha (* 17. prosinec 1988 v Kilgoris) je keňský atlet, běžec, jehož specializací je běh na 800 metrů. V současnosti drží také světový rekord na této trati pod otevřeným nebem. Z pěti nejlepších historických výkonů patří tři jemu.
V roce 2006 získal na juniorském mistrovství světa v Pekingu zlatou medaili. O dva roky později získal zlato na africkém mistrovství v Addis Abeba. V roce 2009 skončil na mistrovství světa v Berlíně v semifinále. V září téhož roku zaběhl v italském Rieti 800 metrů za 1:42,01 minuty, čímž překonal africký kontinentální rekord Sammyho Koskeie o 27 setin a zvítězil na světovém atletickém finále v Soluni. Již tehdy na sebe upozornil jako možný velký talent této disciplíny.
Dne 10. července 2010 zaběhl půlku na mítinku KBC Night v belgickém Heusdenu-Zolderu v čase 1:41,51 a zařadil se na tehdejší druhé místo v historických tabulkách. 22. srpna 2010 na berlínském mítinku ISTAF již zaběhl půlku v novém světovém rekordu 1:41,09 a dosavadní rekordní čas Wilsona Kipketera vylepšil o dvě setiny. O pouhý týden později na mítinku v italském Rieti zaběhl půlku v čase 1:41,01. Tímto výkonem vylepšil vlastní světový rekord o dalších osm setin. Atletickou sezónu 2010 tak zakončil jako jeden z nejlepších atletů světa.
V roce 2011 na MS v Tegu získal zlatou medaili. O rok později vybojoval v novém světovém rekordu 1:40,91 zlatou medaili na Letních olympijských hrách 2012 v Londýně. Podruhé se stal mistrem světa v běhu na 800 metrů v roce 2015. Druhé olympijské zlato na této trati vybojoval v roce 2016.
V roce 2016 si připsal na konto další světový rekord, byť na neoficiální trati 500 metrů. Půl kilometru v britském Newcastlu zvládl na rovné silniční trati v čase 57,69 sekundy a zcela tak vymazal dosavadní historické maximum.

## Osobní rekordy
Dráha
- Běh na 400 metrů – 45,13 s. – 2013, Nairobi
- Běh na 500 metrů - 57,69 s. - 2016, Newcastle upon Tyne  (Současný světový rekord)
- Běh na 600 metrů - 1:13,10 min. - 2016, Birmingham
- Běh na 800 metrů – 1:40,91 min. – 2012, Londýn  (Současný světový rekord)